# Temps de coherència (sistemes de comunicació)
En els sistemes de comunicacions, el canal pot canviar al llarg del temps. El temps de coherència és el lapse de temps durant el qual la resposta impulsional del canal es considera constant. Aquesta variació en el canal és especialment significativa en els sistemes de comunicacions sense fil, a causa de l'efecte Doppler.

## Relació amb la freqüència Doppler
El temps de coherència {\displaystyle T_{c}} és l'equivalent en el domini del temps del marge Doppler i s'usa per caracteritzar la naturalesa oscil·latòria de la dispersivitat de la freqüència del canal. L'increment màxim de freqüència degut a l'efecte Doppler és inversament proporcional al temps de coherència. És a dir: 
{\displaystyle T_{c}\approx {\frac {1}{f_{m}}}}
on {\displaystyle (f_{m})} és l'increment màxim de freqüència Doppler donat per:
{\displaystyle f_{m}={\frac {v}{c}}f_{c}}
amb {\displaystyle f_{c}} com la freqüència de l'ona emesa.
El temps de coherència és, de fet, una mesura estadística de la duració en temps durant el qual la resposta impulsional del canal és essencialment constant, i quantifica la similitud de la resposta del canal en diferents moments. Si l'invers de l'amplada de banda del senyal en banda base és més gran que el temps de coherència del canal, llavors el canal canviarà durant la transmissió del missatge, causant doncs distorsió en el receptor. Si es defineix el temps de coherència com el temps durant el qual la funció de correlació en temps està per sobre del 0.5, llavors té un valor aproximat de:
{\displaystyle T_{c}\approx {\frac {9}{16\pi f_{m}}}}
En la pràctica, la primera aproximació del temps de coherència suggereix el temps durant el qual un senyal difonents segons el model de Rayleigh pot fluctuar lliurement, i la segona aproximació és sovint massa restrictiva. Una regla no escrita de les comunicacions digitals modernes és definir el temps de coherència com la mitjana geomètrica de dues equacions aproximades també conegudes com el model de Clarke; sobre la freqüència màxima de Doppler {\displaystyle f_{m}} es pot obtenir el 50% del temps de coherència:
{\displaystyle T_{c}={\sqrt {\frac {9}{16\pi f_{m}^{2}}}}}
Normalment, s'usa la següent relació:
{\displaystyle T_{c}={\sqrt {\frac {9}{16\pi }}}{\frac {1}{f_{m}}}\simeq {\frac {0.423}{f_{m}}}}